# Opuntia littoralis
Opuntia littoralis là một loài xương rồng thuộc chi Opuntiacó tên thông thường trong tiếng Anh là coastal pricklypear. Nó đôi khi được gọi là sprawling prickly pear do những cành ngắn và hay mọc gần mặt đất. "Littoral" có nghĩa là "thuộc về bờ biển".

## Phân bố
Opuntia littoralis là loài bản địa của miền nam California và Baja California, nó sinh trưởng trong những rừng cây bụi ven biển và chaparral. Bề ngoài của chúng có sự biến thiên; và những loài lai với nhiều loài liên quan đã được biết đến.

## Mô tả
Opuntia littoralis thường mọc thành những đám lớn lan rộng ra nhiều mét và cao khoảng một mét. Nhánh cây được chia những những đốt dẹp hình ovan dài 22 xentimét (8,7 in), phủ gai màu hơi vàng, dài 2 đến 4 xentimét (0,79 đến 1,57 in). Hoa màu vàng nhạt hoặc đỏ, xuất hiện vào tháng 5-6. Quả ăn được, màu đỏ tím dài 5 xentimét (2,0 in).